# 1107 Ликторија
1107 Ликторија (1107 Lictoria) је астероид главног астероидног појаса. Приближан пречник астероида је 79,17 ,
а средња удаљеност астероида од Сунца износи 3,178 астрономских јединица (АЈ).
Инклинација (нагиб) орбите у односу на раван еклиптике је 7,069 степени, а орбитални период износи 2070,093 дана (5,667 година). Ексцентрицитет орбите астероида износи 0,127.
Апсолутна магнитуда астероида износи 9,10 а геометријски албедо 0,064.
Астероид је откривен 30. марта 1929. године.